# Hoplodactylus duvaucelii
Hoplodactylus duvaucelii är en ödleart som beskrevs av  Duméril och BIBRON 1836. Hoplodactylus duvaucelii ingår i släktet Hoplodactylus och familjen geckoödlor. IUCN kategoriserar arten globalt som livskraftig. Inga underarter finns listade i Catalogue of Life.